# رشن (ساتراپ)
رشن (پارسی میانه: Rašn) یکی از نجیب‌زادگان ساسانی در سده سوم میلادی در زمان حکومت شاپور یکم و ساتراپ دورا اروپوس بود.

## زندگی
شاپور یکم در دهه ۲۵۰ میلادی پس از فتح دورا اروپوس، رشن را به عنوان ساتراپ (پارسی میانه: Šahrab) آن شهر برگزید. به گفتهٔ استراکونی از دورا، او دارای تاکستانی در نزدیکی شهر بود. این نشان می‌دهد که زمین‌های آنجا میان ایرانیان تقسیم شده بود. دوره فرمانروایی رشن کوتاه بود چراکه در اوایل سال ۲۶۰ این شهر رها شد.